# Amphicarpaea
- Commons
- Wikispecies

Amphicarpaea Elliott ex Nutt. é um género botânico pertencente à família Fabaceae.

## Espécies
- Amphicarpaea africana (Hook. f.) Harms
- Amphicarpaea angustifolia (Kunth)Taub.
- Amphicarpaea bracteata (L.) Fernald
- Amphicarpaea cuspidata Raf.
- «Lista completa»